# Thomas Fane (8e comte de Westmorland)
Thomas Fane, 8e comte de Westmorland (mars 1701 - 25 novembre 1771) est un député britannique de Lyme Regis et un Lord commissaire au commerce. Il est un ancêtre de l'écrivain George Orwell.

## Biographie

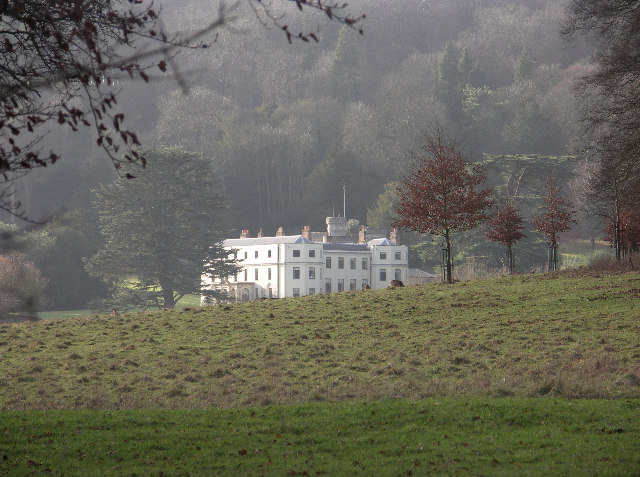
Wormsley Park, Buckinghamshire

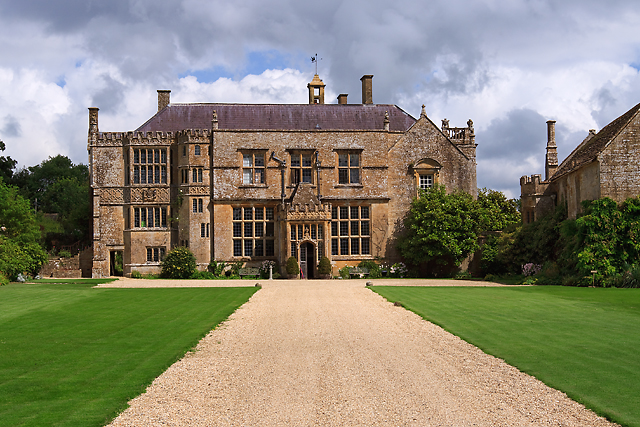
Brympton House, Evercy, Somerset

Thomas Fane est le deuxième fils de Henry Fane (1669-1726) d'Evercy dans le Somerset et d'Anne Scrope, sœur de John Scrope. Anne et John sont les petits-enfants du colonel Adrian Scrope, le régicide. Thomas Fane hérite de la fortune et du manoir de John Scrope à Bristol et des propriétés du colonel Adrian Scrope dans l'Oxfordshire et le Buckinghamshire, qui comprennent Wormsley Park.
En 1757, il succède à son frère aîné célibataire, Francis Fane de Brympton. En 1762, il hérite du titre de Comte de Westmorland de John Fane (7e comte de Westmorland)), cousin de son père et hérite du siège des comtes de Westmorland à Apethorpe Hall, dans le Northamptonshire.
En 1727, Thomas Fane épouse Elizabeth Swymmer, fille d'un marchand de Bristol, William Swymmer. Le couple a deux fils et deux filles, parmi lesquels:
- John Fane (9e comte de Westmorland) (1728-1774)
- Henry Fane (1739-1802) (1739–1802)
- Mary, qui épouse Charles Blair, un riche propriétaire de plantations en Jamaïque, à St James Westminster en 1762 [2]. Charles Blair est l'arrière-arrière-grand-père d'Eric Arthur Blair, qui a écrit sous le pseudonyme de George Orwell [3].

## M. Fane
En 1761, Joshua Reynolds peint son portrait en pied, M. Fane. Reynolds a reçu 80 guinées pour le travail, qui représente le sujet se promenant dans un paysage boisé vêtu d’une tenue de velours rose. En mai 1903, le portrait est vendu à Martin Colnaghi pour 2100 guinées.